# Rivière Morialice
Rivière Morialice är ett vattendrag i Kanada.   Det ligger i provinsen Québec, i den sydöstra delen av landet, 250 km nordost om huvudstaden Ottawa.
I omgivningarna runt Rivière Morialice växer i huvudsak blandskog. Trakten runt Rivière Morialice är nära nog obefolkad, med mindre än två invånare per kvadratkilometer.